# Canning (Nouvelle-Écosse)
Pour les articles homonymes, voir Canning.
Canning est un village canadien de la Nouvelle-Écosse. Il fait légalement partie du comté de Kings mais a une commission élue fournissant des services supplémentaires.
Canning est situé à l'entrée est de la vallée d'Annapolis, dans la région des Mines. Le village s'étend sur la rive nord de la rivière Habitant.